# Pama (vattendrag)
Pama är ett 265 km långt vattendrag i Centralafrikanska republiken, ett biflöde till Mpoko. Det rinner genom den sydvästra delen av landet, väster om huvudstaden Bangui.